# Emmanouīl Syntychakīs
Emmanouīl Daniīl Syntychakīs (in greco Εμμανουήλ Δανιήλ Συντυχάκης?; ...) è un politico greco, membro del Parlamento Ellenico e del Partito Comunista di Grecia.